# Résolution 215 du Conseil de sécurité des Nations unies
Membres permanents
- Chine (Taïwan)
- États-Unis
- France
- Royaume-Uni
- URSS

Membres non permanents
- Bolivie
- Côte d'Ivoire
- Jordanie
- Malaisie
- Pays-Bas
- Uruguay

Résolution no 214 Résolution no 216
La Résolution 215  est une résolution du Conseil de sécurité des Nations unies adoptée le 5 novembre 1965, dans sa 1251e séance, après que le cessez-le-feu demandé dans les résolutions 209, 210 et 211 et 214  et accepté par l'Inde et le Pakistan a été un échec dans les faits, le Conseil a exigé que les représentants de l'Inde et du Pakistan se rencontrent avec un représentant du Secrétaire général pour proposer un calendrier pour le retrait. Le Conseil a exhorté que cette réunion aura lieu dès que possible et a prié le Secrétaire général de lui présenter un rapport sur le respect de cette résolution.

## Vote
La résolution a été approuvée par 9 voix contre 0.

La Jordanie et l'URSS se sont abstenus.

## Texte
- Résolution 215 Sur fr.wikisource.org
- Résolution 215 Sur en.wikisource.org